# Ельвіра Мадіґан (фільм, 1967)
«Ельвіра Мадіґан» (швед. Elvira Madigan) — шведський художній фільм, знятий у 1967 році за баладою Йохана Ліндстрема Саксона «В пам'ять про любов і трагічну смерть прекрасної циркової акторки, наїзниці Ельвіри Мадіґан». Балада і фільм розповідають про реальні події — історії кохання і смерті датської циркової акторки Ельвіри Мадіґан (1867-1889). Вона і її коханий, шведський лейтенант, граф Сікстен Спарре (1854—1889) є найбільш відомим в Скандинавії прикладом трагічної любові.

## Короткий зміст
Дія фільму відбувається наприкінці XIX століття, у Швеції та Данії. Гедвіга Єнсен — відома циркачка-канатоходка та циркова наїзниця, зірка в своєму артистичному маленькому світі, відома під псевдонімом Ельвіра Мадіґан. Лейтенант-аристократ Сікстен Спарре зачарований її красою, артистка також закохується у красивого офіцера. Однак Спарре одружений, у нього двоє дітей. Не бачачи для себе майбутнього в Швеції, закохані таємно тікають у Данію. Для Спарре це означає розрив з сім'єю і дезертирство з армії. Деякий час Ельвіра і Сікстен насолоджуються «медовим місяцем». Коли гроші закінчуються, вони намагаються заробити дрібними роботами та ловлею риби. Однак незабаром закохану пару виявляють «зацікавлені особи», які розшукували їх за дорученням сім'ї. Приятелі Спарре вмовляють його повернутися в родину, до Швеції. Ельвіра і Сікстен розгублені та в розпачі, єдиний вихід із ситуації, в яку вони потрапили, вони бачать у самогубстві. Спарре застрелює спершу Ельвіру, а потім себе.

## В головних ролях
- Піа Дегермарк — Гедвіга Єнсен, Ельвіра Мадіґан
- Томмі Бергрен — граф Сікстен Спарре
- Леннарт Мальмер — Кристоффер
- Клео Йєнсен — Клео
- Івонн Індал — голос Ельвіри Мадіґан

## Саундтрек
У фільмі угорський піаніст Геза Анда грає другу частину «Andante» з концерту для фортепіано № 21 В. Моцарта, який зараз іноді називають концертом «Ельвіри Мадіґан», а інколи, помилково — «Посвята Ельвірі Мадіґан»; а також "Чотири пори року" Вівальді.
Німецька фірма звукозапису Deutsche Grammophon випустила диск «Концерту № 21», на обкладинці якого зображено акторку Піа Дегеммарк у костюмі з фільму.

## Нагороди та призи
Фільм Ельвіра Мадіґан отримав позитивні відгуки як європейської, так і американської кінокритики.
Фільм брав участь в Каннському кінофестивалі 1967 року, на якому акторці Піа Дегермарк була присуджена премія «кращої виконавиці головної ролі». У 1968 році фільм отримав премію Національної ради кінокритиків США за найкращий фільм іноземною мовою. Крім цього, в 1969 році в цій категорії фільм, як і Піа Дегермарк (як найкраща молода акторка), номінувалися на американську кінопремію Золотий глобус. У 1969 році вона, разом з оператором Йоргеном Перссоном, номінуються також на премію Британської кіноакадемії.